# Carl Fredrik Adelcrantz

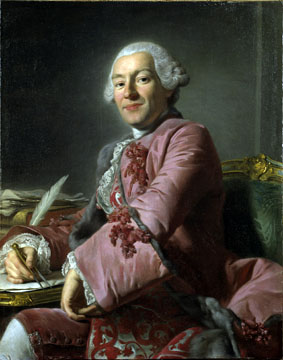
Carl Fredrik Adelcrantz op een schilderij van Alexander Roslin

Carl Fredrik Adelcrantz (Stockholm, 30 januari 1716 – aldaar, 1 maart 1796) was een Zweeds architect. Adelcrantz geldt als de belangrijkste Zweedse architect uit de tweede helft van de 18e eeuw.
Hij was een zoon van architect Göran Josuae Adelcrantz (1668-1739). Op aandringen van zijn vader begon hij zijn loopbaan in de Zweedse ambtenarij, maar na de dood van zijn vader ondernam hij een vierjarige studiereis naar Frankrijk en Italië. Van zijn studiereis teruggekeerd werd hij vrijwel meteen bij de bouw van het Koninklijk Slot in Stockholm aangesteld, Hier hield hij zich vooral bezig met de uitvoering van plannen van de architect Nicodemus Tessin.
Hierna maakte hij een vlotte carrière. In 1757 werd hij rijksbouwmeester en directeur van de Zweedse Tekenakademie, de tegenwoordige Kunstakademie in de Zweedse hoofdstad. Onder de Zweedse koning Gustaaf III leidde hij verschillende prestigieuze bouwprojecten. Daaronder waren een grondige verbouwing van het Slot Ekolsund en het Slot Fredrikshov. Als zijn magnum opus geldt de Koninklijke Opera. Daarnaast ontwierp hij het Koninklijk Theater en het Chinees Paviljoen bij Drottningholm.
- Bibsys: 90310085
- Bibliothèque nationale de France: cb13167998q (data)
- Gemeinsame Normdatei: 118643827
- International Standard Name Identifier: 0000 0000 6677 2581
- KulturNav: fa84eb42-c7e1-4bf9-8b94-65507e75fcfb
- Library of Congress Control Number: n80028098
- Nationale Bibliotheek van Tsjechië: xx0055435
- Nederlandse Thesaurus van Auteursnamen: 167762036
- RKD-Nederlands Instituut voor Kunstgeschiedenis: 461836
- LIBRIS: 267427
- Système universitaire de documentation: 035112603
- Union List of Artist Names: 500016314
- Virtual International Authority File: 273149106230068491871